# Pomérols
Pomérols település Franciaországban, Hérault megyében. Lakosainak száma 2255 fő (2022. január 1.). Pomérols Florensac, Marseillan, Mèze, Montagnac és Pinet községekkel határos.

## Népesség
A település népességének változása:
| Lakosok száma | 1195 | 1180 | 1584 | 1975 | 2226 | 2243 | 2293 | 2196 | 2151 | 2255 |
|               | 1968 | 1982 | 1990 | 2006 | 2013 | 2015 | 2017 | 2019 | 2020 | 2022 |